# Harold Huyton Francis
 (avril 2019).
Si vous disposez d'ouvrages ou d'articles de référence ou si vous connaissez des sites web de qualité traitant du thème abordé ici, merci de compléter l'article en donnant les références utiles à sa vérifiabilité et en les liant à la section « Notes et références ».
Harold Huyton Francis, connu sous le nom de Tim Francis né le 1er mai 1928 et mort le 2 janvier 2016, est un homme politique néo-zélandais, qui est le 14e Administrateur des Tokelau de 1984 à 1988. 
Il est également représentant de la Nouvelle Zélande à l'ONU de 1978 à 1982 et ambassadeur Néo-zélandais aux États-Unis d'Amérique de 1988 à 1991. 